# Laena baishuica
Laena baishuica (лат.) — вид жуков-чернотелок рода Laena из подсемейства мохнатки (Lagriinae, Tenebrionidae). Эндемик Китая. Вид назван по месту обнаружения типовой серии: Baishui.

## Распространение
Китай: провинция Юньнань, Baishui (2900—3500 м).

## Описание
Мелкие бескрылые жуки-чернотелки, длина тела от 6,5 до 8,5 мм. Отличается невооружёнными бёдрами и строением гениталий, а также модифицированными передними и задними голенями самцов. Обитают в наземном лесном ярусе. Вид был впервые описан в 2001 году немецким колеоптерологом Вольфгангом Шваллером (Dr. Wolfgang Schawaller; Staatliches Museum für Naturkunde, Штутгарт, Германия).